# TurboGears
A TurboGears egy Python programozási nyelvben írt webes alkalmazásfejlesztői keretrendszer. Több más, már korábban is létező szoftverkomponenst is magába foglal:
- Mochikit
- CherryPy
- Kid (sablonnyelv)
- SQLObject

- Szerzője: Kevin Dangoor
- Első publikálás: 2005
- Legfrissebb verzió: 1.0.1
- Legfrissebb verzió dátuma: 2007. január 22.
- Platform: Platformfüggetlen (ahol Python fut)
- Licenc: MIT Licence, LGPL
- Honlap: http://www.turbogears.org Archiválva 2005. december 18-i dátummal a Wayback Machine-ben

## Hasonló fejlesztőkörnyezetek

### Ruby programnyelvhez
Merb
· Ruby on Rails
· Sinatra

### Python programnyelvhez
CherryPy
· Django
· Karrigell
· Nevow
· Pylons
· Spyce
· TwistedWeb
· Webware
· web.py
· web2py
· Zope